# Beyoncé (álbum)
Beyoncé (estilizado como BEYONCÉ) es el quinto álbum de estudio y el primer álbum homónimo de la cantante estadounidense Beyoncé lanzado por el sello Columbia Records y Parkwood Entertainment el 13 de diciembre de 2013. Descrito como un álbum visual, Beyoncé ha desarrollado una experiencia audiovisual simultánea con cortometrajes no lineales que acompañan sus canciones para ilustrar las historias que ella había concebido durante su composición. La temática de Beyoncé fue identificada como postfeminista y mucho más oscura que la de álbumes anteriores, con temas como el sexo, el miedo, la pérdida y las inseguridades del matrimonio y la maternidad. Es además, el primer trabajo de la intérprete, en contar con la etiqueta Parental Advisory, creada por the Recording Industry Association of America (RIAA, por sus siglas).
La producción del álbum comenzó en 2012 en Nueva York, donde compositores y productores se reunieron en un escenario no convencional, viviendo y trabajando con Beyoncé durante un mes. Durante una extensa gira en 2013, Beyoncé reanudó la grabación en estricto secreto y continuamente cambió la fecha límite del álbum mientras comenzaba a favorecer un lanzamiento inesperado. Beyoncé se sintió atraída a la producción experimental del desconocido Boots, quien produciría la mayor parte del álbum. Su colaboración creó el sonido alternativo y rhythm and blues electrónico de Beyoncé, caracterizado por su producción minimalista, estructura de la canción suelta y voz emotiva.
El lanzamiento inesperado de Beyoncé en línea sin previo aviso provocó una respuesta histérica de los fanes y fue aclamado como una clase magistral en renunciar al control. El álbum recibió críticas muy favorables de los críticos de música, quienes elogiaron su producción, los temas y la voz de Beyoncé y fue clasificado como el mejor álbum del año por varias publicaciones. Debutó en el número uno en el Billboard 200, dando a Beyoncé su quinto número uno consecutivo, y vendió 828.773 copias en todo el mundo en tres días convirtiéndose en el álbum de venta más rápida en la historia de iTunes. Fueron lanzados cuatro sencillos, «XO», «Drunk in Love», «Partition» y «Pretty Hurts» y ha vendido más de seis millones de unidades en todo el mundo.

## Desarrollo y grabación
| Veo la música. Es algo más que lo que he escuchado. Cuando estoy conectada a algo, inmediatamente visualizo una serie de imágenes atados a un sentimiento o una emoción, un recuerdo de mi infancia, pensamientos de vida, mis sueños o fantasías. Y todo ello se conecta a la música.} — — Beyoncé durante un comunicado de prensa aclaró además detalles de su conceptualización para el álbum |

Knowles primero discutió la composición de Beyoncé con Jason Gay de Vogue en enero del 2013. Gay describe la atención de Knowles por los detalles como "obsesivo", tomando nota de la visión que Knowles había creado para la inspiración, el cual contenía títulos de posibles canciones, viejas portadas de discos e imágenes de los conciertos anteriores.
La grabación comenzó en Los Hamptons en Nueva York durante el verano del 2012. Knowles estuvo acompañada de su esposo, el rapero Jay-Z y su hija Blue Ivy, así como también de Timbaland, Justin Timberlake y The-Dream. Knowles encontró la atmósfera relajante, diciendo "Cenamos con los productores todos los días, como en familia... Fue como un campamento. Podías saltar en la piscina o ir en bicicleta... Era realmente un lugar seguro".
El show en el medio tiempo del Super Bowl y la gira mundial no tenía nueva música, a pesar de las expectativas por parte de los fanes y de los medios. El 17 de marzo de 2013, Knowles publicó el tema "Bow Down/I Been On" en su cuenta de Soundcloud, que después formaría parte de "Flawless". Knowles también adelantó fragmentos de "Grown Woman", en un comercial de Pepsi, y "Standing on the Sun", el cual fue usado en comerciales por H&M y L'Oréal. Sin embargo, solo el primero se materializaría en Beyoncé como un vídeo bonus. En octubre, el álbum empezó a tomar forma y Knowles eliminó "Standing on the Sun" y "Grown Woman", canciones que había publicado a principio de año, del proyecto para encajar con su enfoque minimalista (aunque este último fue incluido como un vídeo bonus). Durante la semana de acción de gracias, las voces del álbum fueron editadas y los productores fueron autorizados para publicar sus versiones finales.

## Antecedentes
El álbum fue lanzado sin ningún anuncio o promoción exclusivamente en tiendas iTunes, sorprendiendo a los fanáticos y a la prensa. Descrito como un "álbum visual", Beyoncé también fue lanzado con vídeos musicales de cada una de las canciones del álbum, así como también vídeos musicales de múltiples canciones no incluidas. El primer álbum visual homónimo de Beyoncé contiene catorce canciones nuevas y 17 vídeos.
Los vídeos fueron filmados en el trascurso del 2013 en diferentes lugares del mundo, incluyendo: Houston, Nueva York, París, Sídney, Melbourne, Adelaida y Río de Janeiro. El disco se lanzó en formato físico el 21 de diciembre de 2013.

## Música y letras

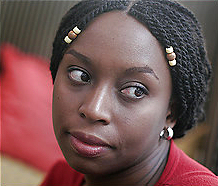
"We raise girls to see each other as competitors. Not for jobs or for accomplishments (which I think can be a good thing) but for the attention of men. We teach girls that they cannot be sexual beings in the way that boys are. Feminist: the person who believes in the social, political, and economic equality of the sexes". Discurso de Adichie (en la foto) es sampleado en "***Flawless"

El corte final de Beyoncé comprende 14 temas y 17 vídeos musicales, uno de ellos, "Grown Woman", como bonus track. Descrito como "electro R&B", el álbum fue visto para contener los motivos de la música futurista R&B, con buenas actuaciones, emotivas vocales, producción minimalista y corrientes de conciencia. La fuerte estructura era considerado suelto, con canciones que llegan a los seis minutos de duración, con ritmos de "pulsos tenues, efectos ambientales y ranuras palpitantes. Al igual que con los discos pasados, las letras de Knowles hablan del post-feminismo, aunque algunos críticos señalaron la exploración franca de la sexualidad femenina como el tema más prominente.
El tema de apertura del álbum, "Pretty Hurts", es una canción pop/soul de humo escrita por la cantante y compositora Sia. "con conversaciones sobre la tiranía de la industria de la belleza". Concebido como un himno de autoempoderamiento, Knowles canta a los estereotipos de belleza: "cepilla tu cabello / arregla tus dientes // lo que uses / es lo que importa".

### Sencillos
Los sencillos del álbum siguen el mismo formato que los sencillos del álbum I Am... Sasha Fierce, donde dos canciones serán lanzadas en radio al mismo tiempo: el sencillo para el Top 40 será "XO", producido por Ryan Tedder; mientras que para los top R&B/Hip-Hop será "Drunk in Love" a dúo con Jay-Z, ambos lanzados durante la semana del 15 de diciembre de 2013. "Blow", producido por Pharrell Williams podría ser lanzado en verano del 2014 como el segundo sencillo para el Top 40, mientras que la identidad del sencillo para el Top R&B/Hip-Hop no ha sido anunciado aún.
El 23 de febrero la plataforma de vídeos VEVO anuncio "Partition" como tercer sencillo. El 25 del mismo mes el vídeo fue subido al canal oficial de Beyoncé en VEVO, en la actualidad el vídeo supera los 200 millones de visitas, cabe destacar que la este fue escogido por la cadena televisiva Vh1 como el sensual del 2013.

## Desempeño comercial

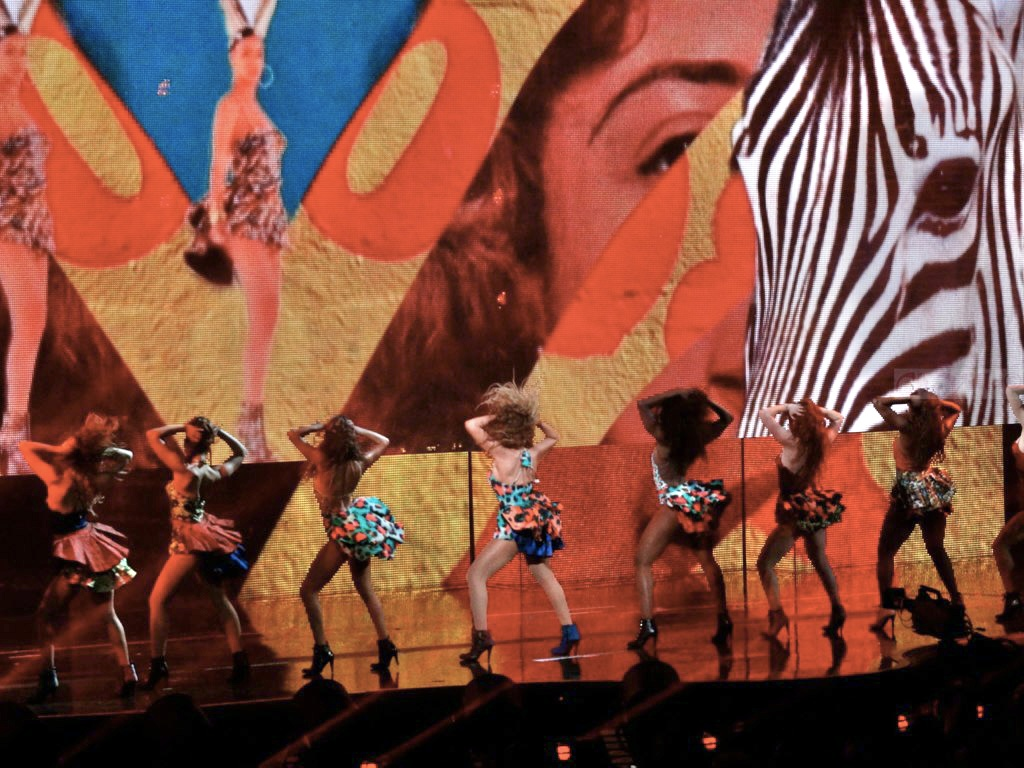
Beyonce Interpretando "Grown Woman" durante The Mrs. Carter Show World Tour 2013.

De acuerdo a Billboard, el álbum vendió más 80.000 copias en las primeras tres horas solo en Estados Unidos. El álbum debutó en el número uno en el Billboard 200, con unas 617.000 copias, vendidas en sólo tres días y únicamente por iTunes, siendo así el mejor debut de un álbum femenino durante el 2013 en Estados Unidos y el mejor debut de Beyoncé en el mismo país. El 16 de diciembre Apple anunció que Beyoncé se había convertido en el álbum que más rápido se había vendido en la historia de iTunes Store. Las ventas alcanzaron el millón de copias en seis días. En Reino Unido el álbum debutó en el número 5, vendiendo 68.000 copias en sólo 2 días, siendo así su segundo mejor debut en la lista. En Francia debutó en el número 24 con 12.131 copias vendidas sólo en 3 días y superando así a su álbum anterior, que vendió la misma cantidad pero en 7 días y contabilizando las ventas físicas y digitales. En Canadá el álbum debutó en el número uno con 35.000 copias. En la actualidad con tan solo llevar 3 meses desde su lanzamiento el álbum ha vendido 4,000,000 millones de copias en todo el mundo.

## Certificaciones
| País           | Organismo certificador | Certificación | Ventas certificadas | Simbolización | Ref.   |
| -------------- | ---------------------- | ------------- | ------------------- | ------------- | ------ |
| Australia      | ARIA                   | Platino       | 70.000              | ▲             | [ 21 ] |
| Brasil         | ABPD                   | 2x Platino    | 80.000              | 2▲            | [ 22 ] |
| Canadá         | CRIA                   | Platino       | 80.000              | ▲             | [ 23 ] |
| Estados Unidos | RIAA                   | 2x Platino    | 2.000.000           | ▲             | [ 24 ] |
| México         | AMPROFON               | Oro           | 30,000              |               | [ 25 ] |
| Nueva Zelanda  | RIANZ                  | Platino       | 15.000              | ▲             | [ 26 ] |
| Polonia        | ZPAV                   | Platino       | 30.000              | ▲             | [ 27 ] |
| Reino Unido    | BPI                    | Platino       | 300.000             | ▲             | [ 28 ] |
| Suiza          | IFPI — Suiza           | Oro           | 20.000              | ▲             | [ 29 ] |

## Recepción crítica
Tras el lanzamiento, Beyoncé recibió elogios de los críticos discográficos. En Metacritic, que asigna una puntuación normalizada sobre 100, tiene una puntuación media de 85 sobre 100, basado en siete opiniones. Kitty Empire de The Guardian, elogió el álbum por sus "falsete chillón sexual, rap de hood-rat, éxtasis sin palabras y arremetidas sin esfuerzo" y destacó el mensaje feminista del álbum como elemento destacable. The Telegraph aplaudieron a Knowles como "una de las vocalistas más dotadas técnicamente en el pop, con poderío góspel, hip-hop y un amplio registro". La publicación también destacó el tono sexual, la calidad de la moderación y la estructura relajada de las canciones como características distintivas. Jon Pareles de The New York Times describió las canciones como "vaporosas y elegantes, llenas alusiones eróticas y voz sensual; pero que de vez en cuando, para variar, se vuelven vulnerables, compasivas o feministas". Jim Farber de New York Daily News dijo que, pese a que Knowles no estaba en su mejor momento, "ella ha dado más para escuchar a sus fans". También dijo "la sensación del disco se basa en la calidez y el misterio de la música trance, envuelto en un eco que recuerda producciones de sonido tenue utilizado por Phil Collins a principios de 1980." Korina Lopes de USA Today también elogió el trabajo de Knowles, denominándolo "una fiesta para ojos y oídos". Nick Catucci de Entertainment Weekly elogió el álbum, diciendo que "equilibra la inventiva formal con franqueza emocional. Compártala con su pequeña sobrina, o una persona a quien quiera".

## Lista de canciones
- Edición estándar - CD

| N.º | Título                                       | Escritor(es)                                                                                                   | Productor(es)                                    | Duración |  |
| 1.  | «Pretty Hurts»                               | Joshua Coleman, Sia Furler, Beyoncé                                                                            | Knowles, Joshua Coleman                          | 4:17     |  |
| 2.  | «Haunted»                                    | Boots, Knowles                                                                                                 | Bots, Knowles                                    | 6:09     |  |
| 3.  | «Drunk in Love» (con Jay-Z)                  | Knowles, Noel Fisher, Shawn Carter, Andre Eric Proctor, Rasool Diaz, Brian Soko, Timothy Mosley, Jerome Harmon | Detail, Knowles                                  | 5:23     |  |
| 4.  | «Blow»                                       | Pharrell Williams, Knowles, James Fauntleroy, Mosley Harmon, Justin Timberlake                                 | Williams, Knowles, Timbaland                     | 5:09     |  |
| 5.  | «No Angel»                                   | Caroline Polachek, Knowles, Fauntleroy                                                                         | Polachek, Knowles                                | 3:48     |  |
| 6.  | «Partition»                                  | Knowles, Terius Nash, Timberlake, Mosley, Harmon, Dwane Weir II                                                | Timbaland, Harmon, Timberlake, Knowles, Key Wane | 5:19     |  |
| 7.  | «Jealous»                                    | Fisher, Knowles, Proctor, Diaz, Soko. Boots                                                                    | Detail, Knowles                                  | 3:04     |  |
| 8.  | «Rocket»                                     | Miguel Jontel Pimentel, Justin Timberlake, Beyoncé Knowles                                                     | Timbaland, Knowles, Harmon                       | 6:31     |  |
| 9.  | «Mine» (con Drake)                           | Noah Shebib, Aubrey Drake Graham Knowles, Jordan Kenneth Cooke Ullman, Sidney "Omen" Brown                     | Noah "40" Shebib                                 | 6:18     |  |
| 10. | «XO»                                         | Ryan Tedder, Nash, Knowles                                                                                     | Tedder, Nash, Knowles, Hit-Boy                   | 3:35     |  |
| 11. | «***Flawless» (con Chimamanda Ngozi Adichie) | Knowles, Nash, Chauncey Hollis Rey Reel                                                                        | Hit-Boy, Knowles, Rey Ree                        | 4:10     |  |
| 12. | «Superpower» (con Frank Ocean)               | Nash, Knowles, Wesley Pentz, D. Taylor                                                                         | Switch, The-Dream, Knowles*, S. Taylor*          | 4:36     |  |
| 13. | «Heaven»                                     | Boots, Knowles                                                                                                 | Boots, Knowles                                   | 3:50     |  |
| 14. | «Blue» (con Blue Ivy)                        | Caroline Polachek, Knowles, Fauntleroy                                                                         | Boots, Knowles                                   | 4:26     |  |

- Edición estándar - DVD: Vídeos Musicales

|       |                                              |                                            |          |  |  |  |  |  |  |  |
| N.º   | Título                                       | Director(es)                               | Duración |  |  |  |  |  |  |  |
| 1.    | «Pretty Hurts»                               | Melina Matsoukas                           | 7:04     |  |  |  |  |  |  |  |
| 2.    | «Ghost»                                      | Pierre Debusschere                         | 2:31     |  |  |  |  |  |  |  |
| 3.    | «Haunted»                                    | Jonas Åkerlund                             | 5:21     |  |  |  |  |  |  |  |
| 4.    | «Drunk in Love» (con Jay-Z)                  | Hype Williams                              | 6:21     |  |  |  |  |  |  |  |
| 5.    | «Blow»                                       | Williams                                   | 5:25     |  |  |  |  |  |  |  |
| 6.    | «No Angel»                                   | @lilinternet                               | 6:21     |  |  |  |  |  |  |  |
| 7.    | «Yoncé»                                      | Ricky Saiz                                 | 2:02     |  |  |  |  |  |  |  |
| 8.    | «Partition»                                  | Jake Nava                                  | 3:49     |  |  |  |  |  |  |  |
| 9.    | «Jealous»                                    | Knowles, Francesco Carrozzini, Todd Tourso | 3:26     |  |  |  |  |  |  |  |
| 10.   | «Rocket»                                     | Knowles, Ed Burke, Bill Kirstein           | 4:30     |  |  |  |  |  |  |  |
| 11.   | «Mine» (con Drake)                           | Dubusschere                                | 4:30     |  |  |  |  |  |  |  |
| 12.   | «XO»                                         | Terry Richardson                           | 3:35     |  |  |  |  |  |  |  |
| 13.   | «***Flawless» (con Chimamanda Ngozi Adichie) | Nava                                       | 4:12     |  |  |  |  |  |  |  |
| 14.   | «Superpower» (con Frank Ocean)               | Åkerlund                                   | 5:24     |  |  |  |  |  |  |  |
| 15.   | «Heaven»                                     | Knowles, Tourso                            | 3:55     |  |  |  |  |  |  |  |
| 16.   | «Blue» (con Blue Ivy)                        | Knowles, Burke, Kirstein                   | 4:35     |  |  |  |  |  |  |  |
| 17.   | «Grown Woman»                                | Jake Nava                                  | 4:24     |  |  |  |  |  |  |  |
| 18.   | «Créditos Finales»                           |                                            |          |  |  |  |  |  |  |  |
| 90:00 |                                              |                                            |          |  |  |  |  |  |  |  |